# Nizhal thangal

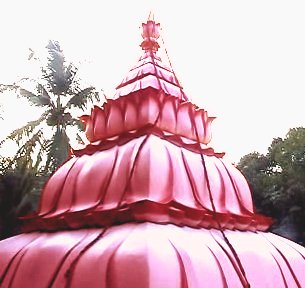
Un Nizhal Thangal cerca de Marthandam, en Tamil Nadu

Un Nizhal thangal es un templo de orden secundario de los ayyavazhi, más pequeño que los pathis, que son los templos principales ayyavazhis y de los cuales hay cinco de primer orden.
Los nizal thangal están construidos según las instrucciones de Akilattirattu Ammanai, el texto religioso principal de los tamiles que creen en el sistema ayyavazhi.